# Chiềng Ly
Chiềng Ly là một xã thuộc huyện Thuận Châu, tỉnh Sơn La, Việt Nam.
Xã Chiềng Ly có diện tích 31,33 km², dân số năm 1999 là 6040 người, mật độ dân số đạt 193 người/km².